# Zakliczyn (stad)
Zakliczyn is een stad in Polen met 1558 inwoners (2006). De stad ligt op de rechteroever van de rivier Dunajec. Het is onderdeel van de gelijknamige gemeente.
Zakliczyn had stadsrechten van 1557 tot 1934 en kreeg deze opnieuw op 1 januari 2006.